# Cena życia (serial telewizyjny)
Cena życia (ang. All Saints, znany również jako All Saints: Medical Response Unit, 1998–2009) – australijski serial obyczajowy stworzony przez Jo Porter, Di Drew i MaryAnne Carroll.

## Emisja
Światowa premiera serialu odbyła się 24 lutego 1998 r. na kanale Seven Network. Ostatni odcinek został wyemitowany 27 października 2009 r. W Polsce serial nadawany był dawniej na kanałach telewizyjnych: TVP2, AXN i AXN Crime.

## Obsada
- Judith McGrath jako Yvonne „Von” Ryan (492 odcinki)[1]
- Georgie Parker jako Therese „Terri” Sullivan (308)
- Martin Lynes jako doktor Luciano „Luke” Forlano (264)
- Ben Tari jako Jared Levine (236)
- Libby Tanner jako Bronwyn Craig (219)
- Brian Vriends jako Ben Markham (204)
- Jeremy Cumpston jako Connor Costello (157)
- Kirrily White jako Stephanie Markham (108)
- Sam Healy jako Jazmina Hillerman
- Celia Ireland jako Regina Butcher (122)
- Tammy Macintosh jako dr Charlotte Beaumont (286)
- John Howard jako dr Frank Campion (231)
- Wil Traval jako Jack Quade (194)
- Paul Tassone jako Nelson Curtis (184)
- Erik Thomson jako Mitch Stevens (174)
- Mark Priestley jako Dan Goldman (174)
- Conrad Coleby jako Scott Zinenko (156)
- Christopher Gabardi jako Vincent Hughes (153)
- Andrew Supanz jako dr Bartholomew „Bart” West (138)
- Virginia Gay jako Gabrielle Jaeger (138)
- Alexandra Davies jako Cate McMasters (136)
- John Waters jako dr Miklos Vlasek (122)
- Jolene Anderson jako Erica Templeton (102)
- Jenni Baird jako Paula Morgan (101)
- Jack Campbell jako dr Steven Taylor (90)
- Ling Cooper Tang jako Kylie Preece (89)
- Celeste Barber jako Bree Matthews (88)

W rolach epizodycznych pojawili się m.in.: Adam Saunders (3 odcinki), Eric Bana (3), Marton Csokas (1), Andy Whitfield (1) i Nathan Page (2).

## Spis odcinków
| N/o            | Tytuł polski           | Tytuł angielski            |
| -------------- | ---------------------- | -------------------------- |
|                |                        |                            |
| SERIA PIERWSZA |                        |                            |
|                |                        |                            |
| 01             |                        | Body and Soul              |
|                |                        |                            |
| 02             |                        | Everybody's Human          |
|                |                        |                            |
| 03             | Przeczucie             | Gut Feeling                |
|                |                        |                            |
| 04             | Kwestia siły           | A Question of Strength     |
|                |                        |                            |
| 05             | Nocny dyżur            | Night Shift                |
|                |                        |                            |
| 06             | Dawcy i biorcy         | Give and Take              |
|                |                        |                            |
| 07             | Pole walki             | Combat Zone                |
|                |                        |                            |
| 08             | Myślenie pozytywne     | Think Positive             |
|                |                        |                            |
| 09             | Pamiętaj o mnie        | Forget Me Not              |
|                |                        |                            |
| 10             | Szczypta magii         | A Little Magic             |
|                |                        |                            |
| 11             | Na równi pochyłej      | Terminal Speed             |
|                |                        |                            |
| 12             | Sprawy sercowe         | Heart to Heart             |
|                |                        |                            |
| 13             | Bolesny finisz         | The Hard Yards             |
|                |                        |                            |
| 14             | Dobranoc kochanie      | Goodnight Sweetheart       |
|                |                        |                            |
| 15             | Zbrodnie serca         | Crimes of the Heart        |
|                |                        |                            |
| 16             | Prawda i tylko prawda  | Nothing But the Truth      |
|                |                        |                            |
| 17             | Jak dzieci we mgle     | Babes in the Woods         |
|                |                        |                            |
| 18             | Dźwięk ciszy           | Sounds of Silence          |
|                |                        |                            |
| 19             | Noc po cięszkim dniu   | Hard Day's Night           |
|                |                        |                            |
| 20             |                        | Revelations                |
|                |                        |                            |
| 21             |                        | Smooth Operator            |
|                |                        |                            |
| 22             |                        | Truth or Dare              |
|                |                        |                            |
| 23             |                        | Possession                 |
|                |                        |                            |
| 24             |                        | The Price You Pay          |
|                |                        |                            |
| 25             | Macierzyńska miłość    | A Mother's Love            |
|                |                        |                            |
| 26             | Krytyczna sytuacja     | Touch and Go               |
|                |                        |                            |
| 27             | Wczorajsze nowiny      | Yesterday's News           |
|                |                        |                            |
| 28             | Rodzinne waśnie        | Family Feud                |
|                |                        |                            |
| 29             | Małe kłamstewka        | Little White Lies          |
|                |                        |                            |
| 30             | Zamki na lodzie        | Best Laid Plans            |
|                |                        |                            |
| 31             | Rozstanie przyjaciół   | Parting Friends            |
|                |                        |                            |
| 32             | Karty na stół          | Cards on the Table         |
|                |                        |                            |
| 33             | Zabawy dużych chłopców | Boys Will Be Boys          |
|                |                        |                            |
| 34             | Żyj, zapłacisz potem   | Live Now, Pay Later        |
|                |                        |                            |
| 35             |                        | Out of Control             |
|                |                        |                            |
| 36             |                        | Mirror, Mirror on the Wall |
|                |                        |                            |
| 37             |                        | The Price of Love          |
|                |                        |                            |
| 38             |                        | Happy Death Day            |
|                |                        |                            |
| 39             | Chwila prawdy          | Moment of Truth            |
|                |                        |                            |
| 40             |                        | Hard Rain                  |
|                |                        |                            |
| 41             |                        | Christmas Spice            |
|                |                        |                            |